# Ajax (Schiff, 1798)
Die Ajax, auch HMS Ajax, war ein 74-Kanonen-Linienschiff 3. Ranges der Kent-Klasse britischen Marine. 1807 wurde sie durch Feuer zerstört.

## Ägypten
Am 1. März 1801 ankerte die Englische Flotte in der Abukir-Bucht, um Truppen anzulanden, dies war aber aufgrund der schlechten Wetterverhältnisse erst eine Woche später möglich.
Am 8. März 1801 konnten die 70 Schiffe der Royal Navy mit insgesamt 320 Booten die Armee von Sir Ralph Abercromby in der Bucht von Abukir anlanden, so dass einen Tag später die gesamten 16.000 Mann ausgeschifft waren. Das Flottengeschwader stellte zusätzliche 1.000 Mann unter dem Kommando von Sir Sidney Smith bereit, um zusammen mit der Englischen Armee gegen Napoleon zu kämpfen. Nach dem Englischen Sieg bei der Schlacht von Alexandria war die Ajax eines der ersten Schiffe, die in den Hafen von Alexandria einliefen.
1802 nach dem Frieden von Amiens kehrte die Ajax nach Plymouth zurück.

## Kap Finisterre und Trafalgar (1805)

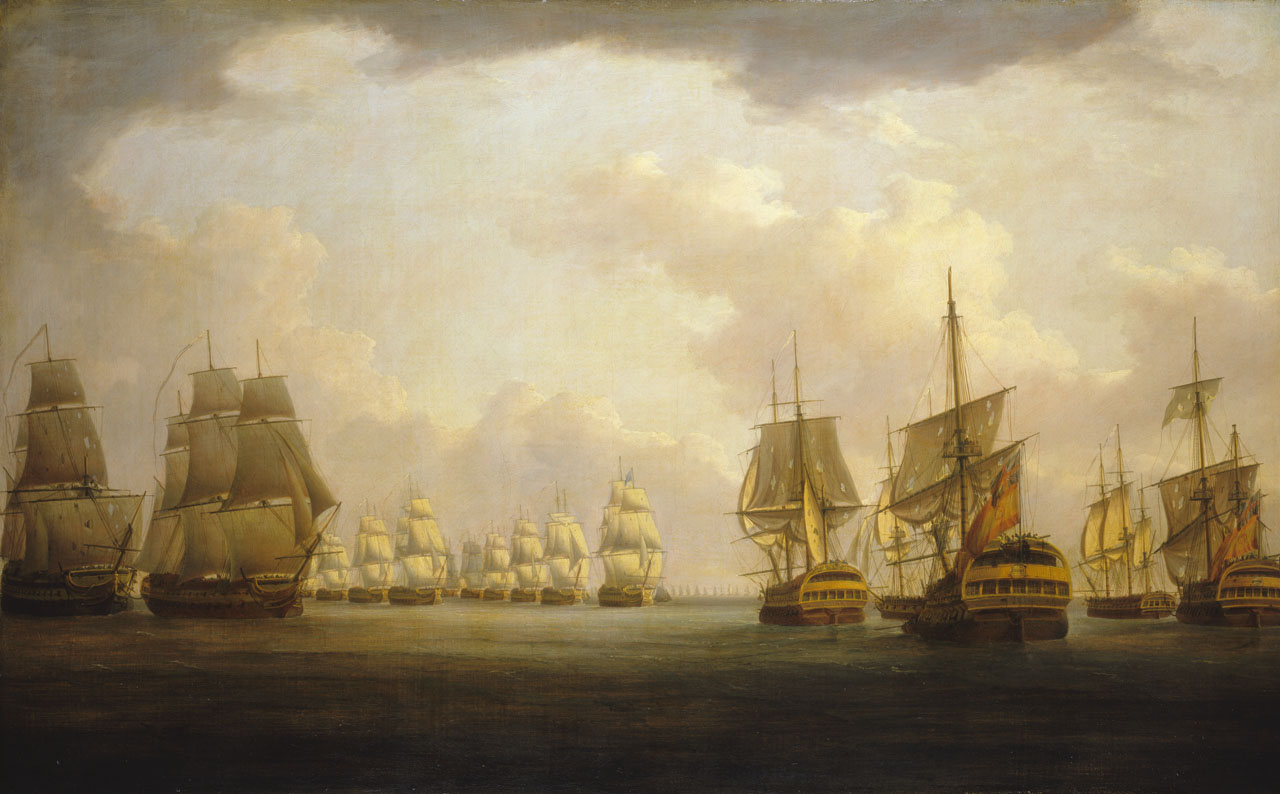
Schlacht bei Kap Finisterre, gemalt ca. 1810

Im April 1802 wurde ein Schiffsverband bestehend aus Ajax, HMS Malta und HMS Terrible nach Malta entsandt, um das dortige Geschwader unter Vice Admiral Sir Robert Calder zu verstärken. Der Grund dafür waren starke Stürme, die das Geschwader zwischenzeitlich auf eine Stärke von fünf Schiffen reduziert hatten.
Am 22. Juli 1805 segelte Vice-Admiral Calder mit seinem wieder einsatzbereiten Geschwader in der Nähe von Kap Finisterre, als die Französisch-Spanische Flotte gesichtet wurde. Mehrere Stunden lang versuchten beide Flotten eine taktisch günstige Kampfposition zu erreichen und segelten dabei in Richtung Südwesten. Gegen 17:15 Uhr begann die Schlacht bei Kap Finisterre, als der Kapitän der HMS Hero auf die feindliche Schlachtformation zuhielt. Um 20:25 Uhr signalisierte Calder, den Kampf abzubrechen.
Nach Reparatur der im Gefecht erlittenen Schäden in Plymouth wurden die Ajax und die HMS Thunderer dem Kommando von Admiral Nelson unterstellt und verließen Plymouth am 18. September in Richtung Cádiz. Während der Schlacht von Trafalgar war die Ajax das siebte Schiff in der Schlachtlinie von Admiral Nelson. Während der Schlacht kämpfte die Ajax sowohl gegen das 80-Kanonen-Linienschiff Bucentaure als auch gegen die Santísima Trinidad. Nach der Schlacht half sie bei der Bergung von Schiffbrüchigen und kehrte dann nach Plymouth zurück.

## Verlust
Als die Ajax im Vorfeld der britischen Dardanellen-Operation am 14. Februar 1807 in der Nähe der Insel Tenedos ankerte, brach in einem der Brotlagerräume durch ein brennen gelassenes Licht ein Feuer aus. Die Ajax brannte noch die gesamte Nacht hindurch und trieb dabei auf die Insel Tenedos zu, wo sie am Morgen des 15. Februar 1807 strandete und explodierte. Bei dem Brand verloren 250 Seeleute ihr Leben, 380 konnten sich retten.